# Валя-Маре (Димбовіца)
Валя-Маре (рум. Valea Mare) — село у повіті Димбовіца в Румунії. Входить до складу комуни Валя-Маре.
Село розташоване на відстані 77 км на північний захід від Бухареста, 23 км на південний захід від Тирговіште, 123 км на північний схід від Крайови, 101 км на південь від Брашова.

## Населення
За даними перепису населення 2002 року у селі проживали 910 осіб, усі — румуни. Рідною мовою 909 осіб (99,9%) назвали румунську.